# Трговина људима у Казахстану
Трговина људима у Казахстану је ратификовао Протокол УН о трговини људима из 2000. у јулу 2008. 
Казахстан је 2008. године био извор, транзит и одредишна земља за мушкарце, жене и децу којима се кријумчари из Узбекистана, Киргистана, Таџикистана и Авганистана у Казахстан и даље у Русију и Уједињене Арапске Емирате у сврху сексуалног ропства и принудни рад у грађевинарству и пољопривреди. Казахстанци су трговани интерно иу УАЕ, Азербејџан, Турску, Израел, Грчку, Русију и Немачку и Сједињене Државе у сврху присилног рада и сексуалне експлоатације. 
У 2008. години Влада Казахстана није у потпуности испоштовала минималне стандарде за елиминацију трговине људима; међутим, уложила је значајне напоре да то учини. Казахстан је показао све веће напоре у борби против трговине људима током претходне године, посебно побољшањем напора да се трговци људима осуде и осуде на казну затвора. Број осуђених трговаца људима у 2007. години значајно се повећао, а већина осуђених трговаца људима издржала је адекватне казне у затвору. Влада је такође предузела кораке да се позабави саучесништвом владиних званичника у трговини људима. Казахстан је издвојио скоро 35.000 долара за помоћ жртвама током 2007. 
Канцеларија америчког Стејт департмента за праћење и борбу против трговине људима ставила је земљу у „Ниво 2“ 2017.  и 2023. 
Индекс организованог криминала је 2023. године указао на значај 'отмице невесте' у земљи. 

## Сексуална трговина
Жене и девојке држављанки и странкиње биле су жртве сексуалне трговине у Казахстану . Силовани су и физички и психички повређени у јавним кућама, предузећима, хотелима, кућама и другим локацијама широм земље.     

## Тужилаштво (2008)
Влада Казахстана је постигла значајан напредак у својим напорима за спровођење закона у борби против трговине људима током периода извештавања. Казахстан забрањује трговину људима ради радне и сексуалне експлоатације кроз чланове 128, 133, 125(3)(б), 126(3)(б) и 270 свог кривичног закона, који прописују казне до 15 година затвора – казне довољно строге и сразмерне онима које су прописане за друга тешка кривична дела, као што је силовање. Полиција је спровела 22 истраге о трговини људима и покренула 16 кривичног гоњења у 2007. години, у поређењу са 13 истрага и седам кривичних гоњења у 2006. години. Судови су 2007. године осудили 19 преступника трговине људима, што је значајно побољшање у односу на једну осуду из 2006. године. Од 19 осуђених починилаца трговине људима, један је осуђен на казну затвора у трајању од 12 година, четворо је осуђено на казну затвора у трајању од 10 година, петоро на седам година затвора, четворо на шест година затвора, двоје на пет година затвора. затвора, а тројица су осуђена на по три године затвора. Током године било је пријава саучесништва у трговини људима од стране неких граничних стражара, миграционе полиције, тужилаца и полиције. Влада је процесуирала три корумпирана полицијска службеника, укључујући бившег шефа Јединице за борбу против трговине људима у Алматију . Један полицајац је осуђен на шест година и шест месеци затвора, а два полицајца су побегла из власти и крила се у време овог извештаја. 

## Заштита (2008)
Влада је побољшала напоре да помогне и заштити жртве током године. Закон предвиђа да се жртве не кажњавају за незаконите радње почињене као директна последица трговине људима; међутим, невладине организације су наставиле да извештавају да су неке жртве, због тога што их власти нису идентификовале, заточене у затвору и спречене да напусте земљу у периоду од неколико дана до неколико месеци. Невладине организације су известиле да иако су службеници за спровођење закона побољшали употребу формалних процедура за идентификацију жртава међу рањивим популацијама, неке жртве трговине људима остају неидентификоване. Полиција је 2007. године званично идентификовала 87 жртава трговине људима и 25 жртава комерцијалне сексуалне експлоатације. Влада је дозволила идентификованим жртвама да остану у Казахстану за време трајања кривичне истраге. Многе жртве одбијају да свједоче из страха од одмазде, а Казахстан није посветио довољно средстава за рјешавање физичке сигурности идентификоване жртве трговине људима. 

## Превенција (2008)
Влада је предузела активне напоре за подизање свести јавности. Влада је 2007. године финансирала израду приближно 3.000 брошура које су невладине организације дистрибуирале међу групама рањивим на трговину људима, укључујући људе у руралним подручјима и школску децу. Влада је обезбедила најмање 12.500 долара за невладине организације за борбу против трговине људима за спровођење кампања подизања свести током периода извештавања. Влада прати формалне миграционе обрасце у потрази за доказима о трговини људима. Влада није спроводила мере за смањење потражње за комерцијалним сексуалним односима током извештајног периода. Казахстан је 2008. ратификовао Протокол УН-а о трговини људима из 2000. 